# Saskatchewan Census Division No. 18
Die Census Division No. 18 in der kanadischen Provinz Saskatchewan ist die größte Division und hat eine Fläche von 262.280,94 km², es leben dort 35.986 Einwohner. 2011 betrug die Einwohnerzahl 36.557 Größter Ort in der Division ist La Ronge.
Die Census Division No. 18 ist grundsätzlich deckungsgleich mit dem Northern Saskatchewan Administration District, welcher im Norden der Provinz weitgehend die Verwaltung übernimmt. Ausgenommen davon ist die Verwaltung für die 24 nördlichen Gemeinden (2 „Northern Towns“, 11 „Northern Villages“ und 11 „Northern Hamlets“).

## Gemeinden

### City
- Flin Flon

### Towns
- Craighton
- La Ronge

### Villages
- Air Ronge
- Beauval
- Buffalo Narrows
- Cumberland House
- Denare Beach
- Green Lake
- Île-à-la-Crosse
- La Loche
- Pelican Narrows
- Pinehouse
- Sandy Bay

### Hamlets
- Black Point
- Cole Bay
- Dore Lake
- Jans Bay
- Michel Village
- Patuanak
- St. George's Hill
- Stony Rapids
- Timber Bay
- Turnor Lake
- Weyakwin

## Gemeindefreie Gebiete
- Bear Creek
- Brabant Lake
- Camsell Portage
- Descharme Lake
- Garson Lake
- Missinipe
- Sled Lake
- Southend
- Stanley Mission
- Uranium City
- Wollaston Lake

## Indianerreservate
Buffalo River Dene Nation
- Peter Pond Lake 193

Black Lake Denesuline First Nation
- Chicken 224
- Chicken 225

Birch Narrows Dene Nation
- Turnor Lake 193B

Canoe Lake Tree First Nation
- Canoe Lake 165

Clearwater River Dene Nation
- Clearwater River Dene 222
- Clearwater River Dene Band 223

Cumberland House Cree Nation
- Cumberland House Cree Nation 20

English River First Nation
- La Plonge 192
- Wapachewunak 192D

Fond du Lac Dene Nation
- Fond du Lac 227
- Fond du Lac 229
- Fond du Lac 231
- Fond du Lac 232

Hatchet Lake Dene Nation
- Lac La Hache 220

Lac La Ronge Indian Band
- Four Portages 157C
- Grandmother's Bay 219
- Kitsakie 156B
- Lac La Ronge 156
- Little Hills 158
- Little Hills 158B
- Morin Lake 217
- Potato River 156A
- Stanley 157
- Sucker River 156C (Nemebian River 156C)

Montreal Lake Cree Nation
- Montreal Lake 106

Peter Ballantyne Cree Nation
- Kinoosao-Thomas Clark 204
- Pelican Narrows 184B
- Southend 200
- Sturgeon Weir 184F